# МВ-180
МВ-180 — мотор-весло, лодочный мотор специальной конструкции.
Мотор-весло МВ-180 предназначено для передвижения лодок и понтонов по воде, а также для передвижения паромов.

## Техническое описание

### Технические характеристики
- длина — 3,3 м;
- ширина — 0,35 м;
- высота — 0,65 м;
- вес без заправки топливом — 33 кг;
- время работы при полной заправке — 40 мин;
- расход бензина — 15 л/час
- скорость передвижения по воде лодок (понтонов) — 7-9 км/ч
- мощность двигателя — 3 л.с.